# Großer Preis von Monaco 1974
Der Große Preis von Monaco 1974 (offiziell XXXII Grand Prix de Monaco) fand am 26. Mai auf dem Circuit de Monaco in Monte Carlo statt und war das sechste Rennen der Automobil-Weltmeisterschaft 1974.

## Berichte

### Hintergrund
Die Meldeliste für den Monaco-GP war gegenüber der beim Großen Preis von Belgien zwei Wochen zuvor von etwas geringerem Umfang, da vor allem kleine Privatteams keine realistische Chance sahen, sich für einen Platz in dem auf 25 Piloten beschränkten Starterfeld zu qualifizieren. Zudem lehnten die Organisatoren die Meldungen einiger kleiner Rennställe wie Scuderia Finotto (für Gérard Larrousse) und Maki (Howden Ganley) bereits im Vorwege ab. Bei dennoch 28 gemeldeten Fahrzeugen mussten zunächst drei Fahrer damit rechnen, an der Qualifikationshürde zu scheitern.

### Training
Die erste Startreihe wurde durch die beiden Ferrari 312B3 von Niki Lauda und Clay Regazzoni gebildet.
Beim Team Lotus hatte man sich nach wiederholten Misserfolgen mit dem neuen Typ 76 dazu entschlossen, wieder mit dem Typ 72 anzutreten, dessen Grundkonstruktion aus dem Jahr 1970 stammte. Ronnie Peterson qualifizierte sich damit dennoch für den dritten Startplatz. Der zweite Werksfahrer Jacky Ickx erreichte mit dem eigentlich veralteten Wagen hingegen nur den 19. Platz.
Hinter Peterson qualifizierten sich die beiden Tyrrell-Piloten Patrick Depailler und Jody Scheckter vor Jean-Pierre Jarier auf Shadow.
Der in der Weltmeisterschaftswertung führende Emerson Fittipaldi erreichte nur einen enttäuschenden 13. Platz.
Guy Edwards, Henri Pescarolo und Rikky von Opel schafften die Qualifikation zunächst nicht. Da jedoch die eigentlich qualifizierten Jochen Mass und Chris Amon aufgrund von technischen Problemen nicht zum Rennen antreten konnten, rückten Pescarolo und Edwards nach.

### Rennen
Depailler hatte während der Aufwärmrunden einen Motorschaden zu beklagen und musste schließlich im Ersatzwagen vom Ende des Feldes starten.
Das Rennen begann mit einer dominanten Vorstellung der beiden Ferrari, die sich problemlos an der Spitze des Feldes halten konnten. Dabei führte zunächst Regazzoni vor Lauda. Jarier folgte ihnen auf Rang drei.
Im Mittelfeld kam es zu einer Kollision zwischen Denis Hulme und Jean-Pierre Beltoise, in die zusätzlich noch Arturo Merzario, Carlos Pace und Brian Redman direkt verwickelt wurden. Somit wurde das Feld bereits in der ersten Runde deutlich dezimiert. Vittorio Brambilla, Tim Schenken und Vern Schuppan, die jeweils indirekt verwickelt waren, schieden innerhalb weniger Minuten aufgrund von Folgeschäden ebenfalls aus.
Hinter Regazzoni und Lauda zeigte Peterson eine starke Leistung, indem er während der zweiten Runde an Jarier vorbeizog und auf die beiden Ferrari aufholte. In der dritten Runde prallte Hans-Joachim Stuck im Bereich des Casino in das Heck von James Hunts Hesketh. Der Brite konnte das Rennen fortsetzen, Stuck jedoch prallte mit seinem March in die Leitplanken und verletzte sich. Wenig später hatte François Migault eine Schrecksekunde zu überstehen, als er wegen eines Bremsdefekts im Bereich der Hafenschikane mit seinem B.R.M. kopfüber in einen dort errichteten Sicherheitszaun prallte.
In der sechsten Runde machte Peterson in der Rascasse einen Fehler und wurde von Carlos Reutemann, der nicht rechtzeitig ausweichen konnte, gerammt. Reutemann schied dadurch aus. Peterson konnte seine Fahrt hingegen auf dem sechsten Rang hinter den beiden führenden Ferrari sowie Jean-Pierre Jarier, Jody Scheckter und Mike Hailwood fortsetzen. Durch Hailwoods Ausfall in Runde 12 erhielt er den fünften Rang zurück.
Nachdem nach nur zwölf Runden die Hälfte der Teilnehmer bereits ausgeschieden war, beruhigte sich die Situation für einige Runden. Dann überholte Peterson nacheinander Scheckter sowie Jarier und gelangte durch einen Dreher des bis dato Führenden Regazzoni schließlich auf den zweiten Rang hinter den nun führenden Lauda. Dessen Elektrik versagte in der 33. Runde, sodass Peterson die Führung übernehmen konnte. Auf dem zweiten Rang folgte Scheckter, der seinerseits kurz zuvor Jarier überholt hatte. Daraufhin blieb die Reihenfolge der innerhalb der Punkteränge platzierten Piloten bis zum Ende des Rennens konstant.
John Watson erhielt als Sechstplatzierter seinen ersten Weltmeisterschaftspunkt.

## Meldeliste
| Team                            | Nr. | Fahrer               | Chassis           | Motor                    | Reifen |
| ------------------------------- | --- | -------------------- | ----------------- | ------------------------ | ------ |
| John Player Team Lotus          | 01  | Ronnie Peterson      | Lotus 72E         | Ford Cosworth DFV 3.0 V8 | G      |
| John Player Team Lotus          | 02  | Jacky Ickx           | Lotus 72E         | Ford Cosworth DFV 3.0 V8 | G      |
| Elf Team Tyrrell                | 03  | Jody Scheckter       | Tyrrell 007       | Ford Cosworth DFV 3.0 V8 | G      |
| Elf Team Tyrrell                | 04  | Patrick Depailler    | Tyrrell 006       | Ford Cosworth DFV 3.0 V8 | G      |
| Marlboro Team Texaco            | 05  | Emerson Fittipaldi   | McLaren M23       | Ford Cosworth DFV 3.0 V8 | G      |
| Marlboro Team Texaco            | 06  | Denis Hulme          | McLaren M23       | Ford Cosworth DFV 3.0 V8 | G      |
| Yardley Team McLaren            | 33  | Mike Hailwood        | McLaren M23       | Ford Cosworth DFV 3.0 V8 | G      |
| Motor Racing Developments       | 07  | Carlos Reutemann     | Brabham BT44      | Ford Cosworth DFV 3.0 V8 | G      |
| Motor Racing Developments       | 08  | Rikky von Opel       | Brabham BT44      | Ford Cosworth DFV 3.0 V8 | G      |
| March Engineering               | 09  | Hans-Joachim Stuck   | March 741         | Ford Cosworth DFV 3.0 V8 | G      |
| March Engineering               | 10  | Vittorio Brambilla   | March 741         | Ford Cosworth DFV 3.0 V8 | G      |
| Scuderia Ferrari SpA SEFAC      | 11  | Clay Regazzoni       | Ferrari 312B3     | Ferrari 001/11 3.0 F12   | G      |
| Scuderia Ferrari SpA SEFAC      | 12  | Niki Lauda           | Ferrari 312B3     | Ferrari 001/11 3.0 F12   | G      |
| Team Motul B.R.M.               | 14  | Jean-Pierre Beltoise | BRM P201          | BRM P200 3.0 V12         | F      |
| Team Motul B.R.M.               | 15  | Henri Pescarolo      | BRM P160E         | BRM P142 3.0 V12         | F      |
| Team Motul B.R.M.               | 37  | François Migault     | BRM P160E         | BRM P142 3.0 V12         | F      |
| UOP Shadow Racing Team          | 16  | Brian Redman         | Shadow DN3        | Ford Cosworth DFV 3.0 V8 | G      |
| UOP Shadow Racing Team          | 17  | Jean-Pierre Jarier   | Shadow DN3        | Ford Cosworth DFV 3.0 V8 | G      |
| Bang & Olufsen Team Surtees     | 18  | Carlos Pace          | Surtees TS16      | Ford Cosworth DFV 3.0 V8 | F      |
| Bang & Olufsen Team Surtees     | 19  | Jochen Mass          | Surtees TS16      | Ford Cosworth DFV 3.0 V8 | F      |
| Frank Williams Racing Cars      | 20  | Arturo Merzario      | Iso-Marlboro FW03 | Ford Cosworth DFV 3.0 V8 | F      |
| Team Ensign                     | 22  | Vern Schuppan        | Ensign N174       | Ford Cosworth DFV 3.0 V8 | F      |
| Trojan Tauranac Racing          | 23  | Tim Schenken         | Trojan T103       | Ford Cosworth DFV 3.0 V8 | F      |
| Hesketh Racing                  | 24  | James Hunt           | Hesketh 308       | Ford Cosworth DFV 3.0 V8 | F      |
| Embassy Racing with Graham Hill | 26  | Graham Hill          | Lola T370         | Ford Cosworth DFV 3.0 V8 | F      |
| Embassy Racing with Graham Hill | 27  | Guy Edwards          | Lola T370         | Ford Cosworth DFV 3.0 V8 | F      |
| John Goldie Racing with Hexagon | 28  | John Watson          | Brabham BT42      | Ford Cosworth DFV 3.0 V8 | F      |
| Chris Amon Racing               | 30  | Chris Amon           | Amon AF101        | Ford Cosworth DFV 3.0 V8 | F      |

## Klassifikationen

### Startaufstellung
| Pos. | Fahrer               | Konstrukteur | Zeit   | Ø-Geschwindigkeit | Start |
| ---- | -------------------- | ------------ | ------ | ----------------- | ----- |
| 01   | Niki Lauda           | Ferrari      | 1:26,3 | 136,742 km/h      | 01    |
| 02   | Clay Regazzoni       | Ferrari      | 1:26,6 | 136,268 km/h      | 02    |
| 03   | Ronnie Peterson      | Lotus-Ford   | 1:26,8 | 135,954 km/h      | 03    |
| 04   | Patrick Depailler    | Tyrrell-Ford | 1:27,1 | 135,486 km/h      | 04    |
| 05   | Jody Scheckter       | Tyrrell-Ford | 1:27,1 | 135,486 km/h      | 05    |
| 06   | Jean-Pierre Jarier   | Shadow-Ford  | 1:27,5 | 134,866 km/h      | 06    |
| 07   | James Hunt           | Hesketh-Ford | 1:27,8 | 134,405 km/h      | 07    |
| 08   | Carlos Reutemann     | Brabham-Ford | 1:27,8 | 134,405 km/h      | 08    |
| 09   | Hans-Joachim Stuck   | March-Ford   | 1:28,0 | 134,100 km/h      | 09    |
| 10   | Mike Hailwood        | McLaren-Ford | 1:28,1 | 133,948 km/h      | 10    |
| 11   | Jean-Pierre Beltoise | B.R.M.       | 1:28,1 | 133,948 km/h      | 11    |
| 12   | Denis Hulme          | McLaren-Ford | 1:28,2 | 133,796 km/h      | 12    |
| 13   | Emerson Fittipaldi   | McLaren-Ford | 1:28,2 | 133,796 km/h      | 13    |
| 14   | Arturo Merzario      | Iso-Ford     | 1:28,5 | 133,342 km/h      | 14    |
| 15   | Vittorio Brambilla   | March-Ford   | 1:28,7 | 133,042 km/h      | 15    |
| 16   | Brian Redman         | Shadow-Ford  | 1:28,8 | 132,892 km/h      | 16    |
| 17   | Jochen Mass          | Surtees-Ford | 1:28,8 | 132,892 km/h      | DNS   |
| 18   | Carlos Pace          | Surtees-Ford | 1:29,1 | 132,444 km/h      | 17    |
| 19   | Jacky Ickx           | Lotus-Ford   | 1:29,4 | 132,000 km/h      | 18    |
| 20   | Chris Amon           | Amon-Ford    | 1:29,8 | 131,412 km/h      | DNS   |
| 21   | Graham Hill          | Lola-Ford    | 1:30,0 | 131,120 km/h      | 19    |
| 22   | François Migault     | B.R.M.       | 1:30,0 | 131,120 km/h      | 20    |
| 23   | John Watson          | Brabham-Ford | 1:30,0 | 131,120 km/h      | 21    |
| 24   | Tim Schenken         | Trojan-Ford  | 1:30,2 | 130,829 km/h      | 22    |
| 25   | Vern Schuppan        | Ensign-Ford  | 1:30,3 | 130,684 km/h      | 23    |
| 26   | Guy Edwards          | Lola-Ford    | 1:30,4 | 130,540 km/h      | 24    |
| 27   | Henri Pescarolo      | B.R.M.       | 1:30,7 | 130,108 km/h      | 25    |
| DNQ  | Rikky von Opel       | Brabham-Ford | 1:31,1 | 129,537 km/h      | –     |

### Rennen
| Pos. | Fahrer               | Konstrukteur | Runden | Stopps | Zeit       | Start | Schnellste Runde |
| ---- | -------------------- | ------------ | ------ | ------ | ---------- | ----- | ---------------- |
| 01   | Ronnie Peterson      | Lotus-Ford   | 78     | 0      | 1:58:03,7  | 03    | 1:27,9 (57.)     |
| 02   | Jody Scheckter       | Tyrrell-Ford | 78     | 0      | + 28,8     | 05    | 1:28,9           |
| 03   | Jean-Pierre Jarier   | Shadow-Ford  | 78     | 0      | + 48,9     | 06    | 1:29,3           |
| 04   | Clay Regazzoni       | Ferrari      | 78     | 0      | + 1:03,1   | 02    | 1:28,7           |
| 05   | Emerson Fittipaldi   | McLaren-Ford | 77     | 0      | + 1 Runde  | 13    | 1:29,9           |
| 06   | John Watson          | Brabham-Ford | 77     | 0      | + 1 Runde  | 21    | 1:28,9           |
| 07   | Graham Hill          | Lola-Ford    | 76     | 0      | + 2 Runden | 19    | 1:31,2           |
| 08   | Guy Edwards          | Lola-Ford    | 75     | 0      | + 3 Runden | 24    | 1:32,4           |
| 09   | Patrick Depailler    | Tyrrell-Ford | 74     | 0      | + 4 Runden | 04    | 1:30,4           |
| –    | Henri Pescarolo      | B.R.M.       | 62     | 0      | DNF        | 25    | 1:32,2           |
| –    | Jacky Ickx           | Lotus-Ford   | 34     | 0      | DNF        | 18    | 1:30,7           |
| –    | Niki Lauda           | Ferrari      | 32     | 0      | DNF        | 01    | 1:28,8           |
| –    | James Hunt           | Hesketh-Ford | 27     | 0      | DNF        | 07    | 1:30,5           |
| –    | Mike Hailwood        | McLaren-Ford | 11     | 0      | DNF        | 10    | 1:31,0           |
| –    | Carlos Reutemann     | Brabham-Ford | 5      | 0      | DNF        | 08    | 1:35,7           |
| –    | François Migault     | B.R.M.       | 4      | 0      | DNF        | 20    | 1:47,5           |
| –    | Vern Schuppan        | Ensign-Ford  | 4      | 0      | DNF        | 23    | 1:37,1           |
| –    | Hans-Joachim Stuck   | March-Ford   | 3      | 0      | DNF        | 09    | 1:42,6           |
| –    | Jean-Pierre Beltoise | B.R.M.       | 0      | 0      | DNF        | 11    | –                |
| –    | Denis Hulme          | McLaren-Ford | 0      | 0      | DNF        | 12    | –                |
| –    | Arturo Merzario      | Iso-Ford     | 0      | 0      | DNF        | 14    | –                |
| –    | Vittorio Brambilla   | March-Ford   | 0      | 0      | DNF        | 15    | –                |
| –    | Brian Redman         | Shadow-Ford  | 0      | 0      | DNF        | 16    | –                |
| –    | Carlos Pace          | Surtees-Ford | 0      | 0      | DNF        | 17    | –                |
| –    | Tim Schenken         | Trojan-Ford  | 0      | 0      | DNF        | 22    | –                |

## WM-Stände nach dem Rennen
Die ersten sechs des Rennens bekamen 9, 6, 4, 3, 2 bzw. 1 Punkt(e). In der Konstrukteurswertung zählten nur die Punkte des bestplatzierten Fahrers eines Teams. Es zählten nur die besten sieben Ergebnisse aus den ersten acht Rennen und die besten sechs aus den letzten sieben Rennen.

### Fahrerwertung
| Pos. | Fahrer               | Konstrukteur              | Punkte |
| ---- | -------------------- | ------------------------- | ------ |
| 01   | Emerson Fittipaldi   | McLaren-Ford              | 24     |
| 02   | Clay Regazzoni       | Ferrari                   | 22     |
| 03   | Niki Lauda           | Ferrari                   | 21     |
| 04   | Jody Scheckter       | Tyrrell-Ford              | 12     |
| 05   | Denis Hulme          | McLaren-Ford              | 11     |
| 06   | Ronnie Peterson      | Lotus-Ford                | 10     |
| 07   | Jean-Pierre Beltoise | B.R.M.                    | 10     |
| 08   | Carlos Reutemann     | Brabham-Ford              | 9      |
| 09   | Mike Hailwood        | McLaren-Ford              | 9      |
| 10   | Hans-Joachim Stuck   | March-Ford                | 5      |
| 11   | Jacky Ickx           | Lotus-Ford                | 4      |
| 12   | Patrick Depailler    | Tyrrell-Ford              | 4      |
| 13   | Jean-Pierre Jarier   | Shadow-Ford               | 4      |
| 14   | Carlos Pace          | Surtees-Ford              | 3      |
| 15   | Arturo Merzario      | Iso-Ford                  | 1      |
| 16   | John Watson          | Brabham-Ford              | 1      |
| 17   | Brian Redman         | Shadow-Ford               | 0      |
| 18   | Howden Ganley        | March-Ford                | 0      |
| 19   | Henri Pescarolo      | B.R.M.                    | 0      |
| 20   | James Hunt           | March-Ford / Hesketh-Ford | 0      |

| Pos. | Fahrer             | Konstrukteur | Punkte |
| ---- | ------------------ | ------------ | ------ |
| 21   | Vittorio Brambilla | March-Ford   | 0      |
| 22   | Graham Hill        | Lola-Ford    | 0      |
| 23   | Guy Edwards        | Lola-Ford    | 0      |
| 24   | Tim Schenken       | Trojan-Ford  | 0      |
| 25   | Ian Scheckter      | Lotus-Ford   | 0      |
| 26   | Eddie Keizan       | Tyrrell-Ford | 0      |
| 27   | Richard Robarts    | Brabham-Ford | 0      |
| 28   | Gijs van Lennep    | Iso-Ford     | 0      |
| 29   | François Migault   | B.R.M.       | 0      |
| 30   | Vern Schuppan      | Ensign-Ford  | 0      |
| 31   | Jochen Mass        | Surtees-Ford | 0      |
| 32   | Teddy Pilette      | Brabham-Ford | 0      |
| 33   | Dave Charlton      | McLaren-Ford | 0      |
| –    | Peter Revson †     | Shadow-Ford  | 0      |
| –    | Paddy Driver       | Lotus-Ford   | 0      |
| –    | Tom Belsø          | Iso-Ford     | 0      |
| –    | Rikky von Opel     | Brabham-Ford | 0      |
| –    | Chris Amon         | Amon-Ford    | 0      |
| –    | Tom Pryce          | Token-Ford   | 0      |
| –    | Gérard Larrousse   | Brabham-Ford | 0      |

### Konstrukteurswertung
| Pos. | Konstrukteur | Punkte |
| ---- | ------------ | ------ |
| 01   | McLaren-Ford | 37     |
| 02   | Ferrari      | 30     |
| 03   | Tyrrell-Ford | 16     |
| 04   | Lotus-Ford   | 13     |
| 05   | Brabham-Ford | 10     |
| 06   | B.R.M.       | 10     |
| 07   | March-Ford   | 5      |
| 08   | Shadow-Ford  | 4      |

| Pos. | Konstrukteur | Punkte |
| ---- | ------------ | ------ |
| 09   | Surtees-Ford | 3      |
| 10   | Iso-Ford     | 1      |
| 11   | Lola-Ford    | 0      |
| 12   | Hesketh-Ford | 0      |
| 13   | Trojan-Ford  | 0      |
| 14   | Ensign-Ford  | 0      |
| –    | Amon-Ford    | 0      |
| –    | Token-Ford   | 0      |